# Avulsion (hydrologie)

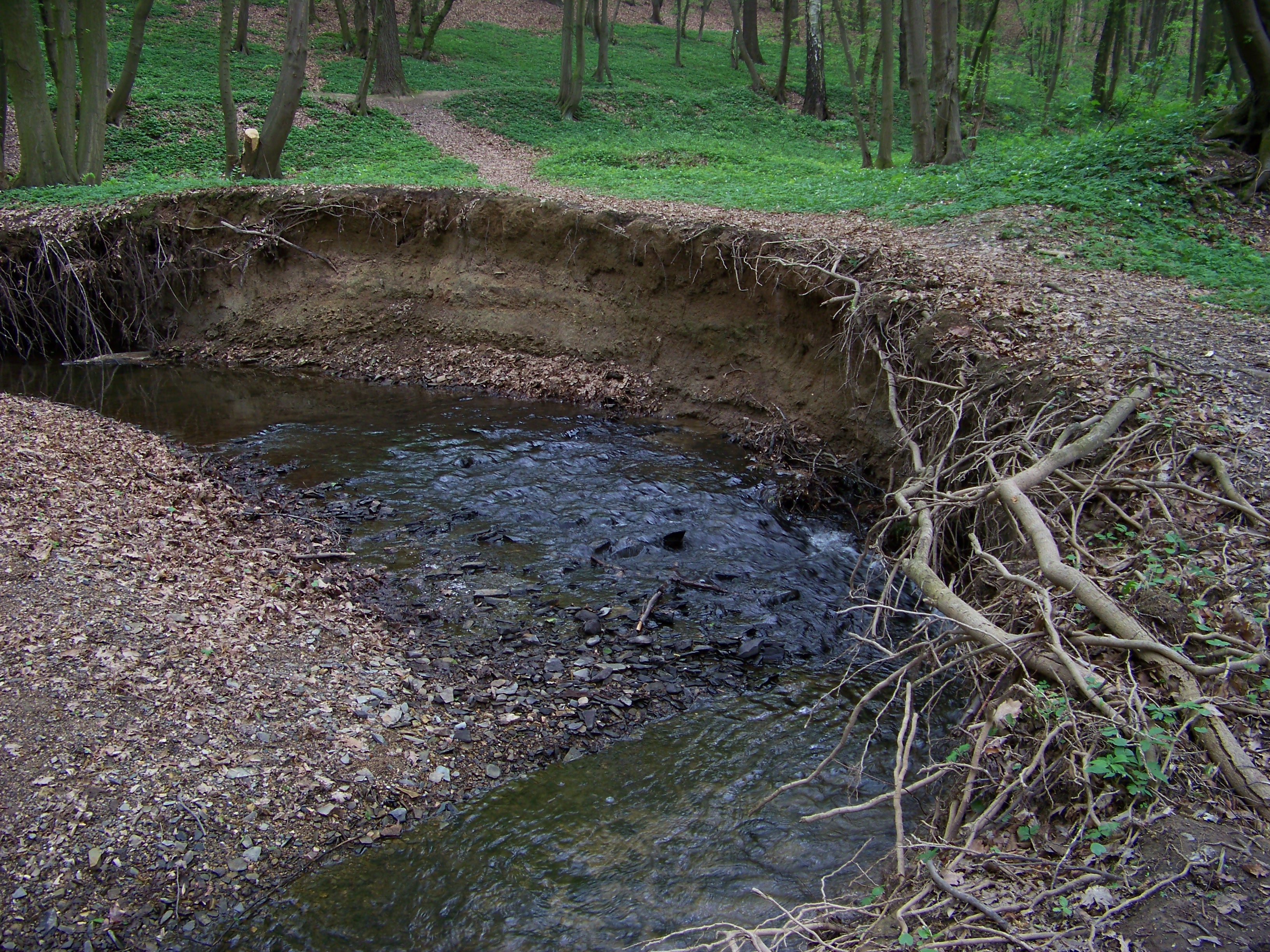
Exemple d'avulsion.

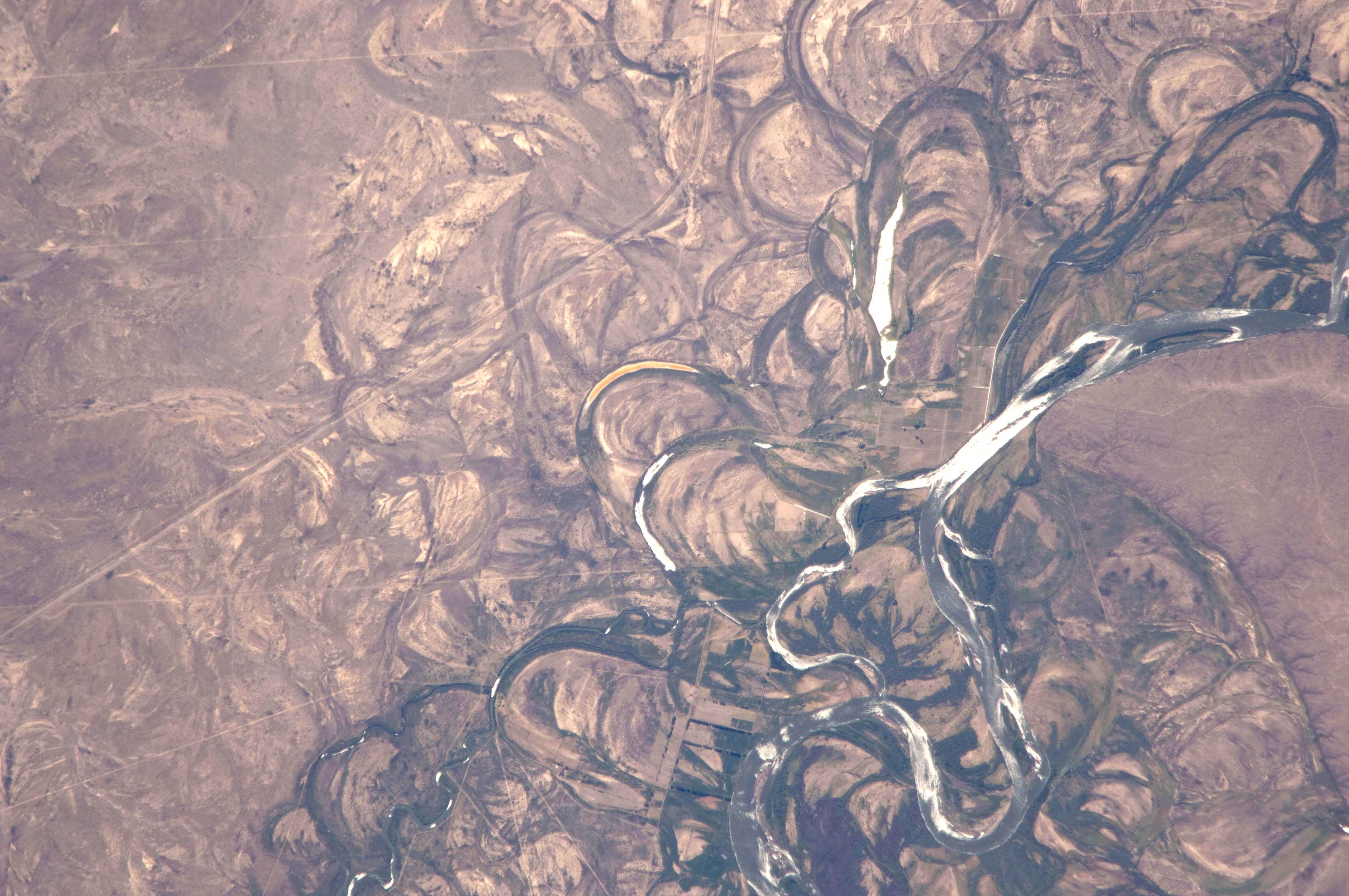
Traces laissées par les méandres successifs issus des phénomènes d'aggradation/avulsion dans la vaste plaine alluviale du Río Negro (fleuve argentin) (photo prise par un astronaute à partir de la station spatiale.

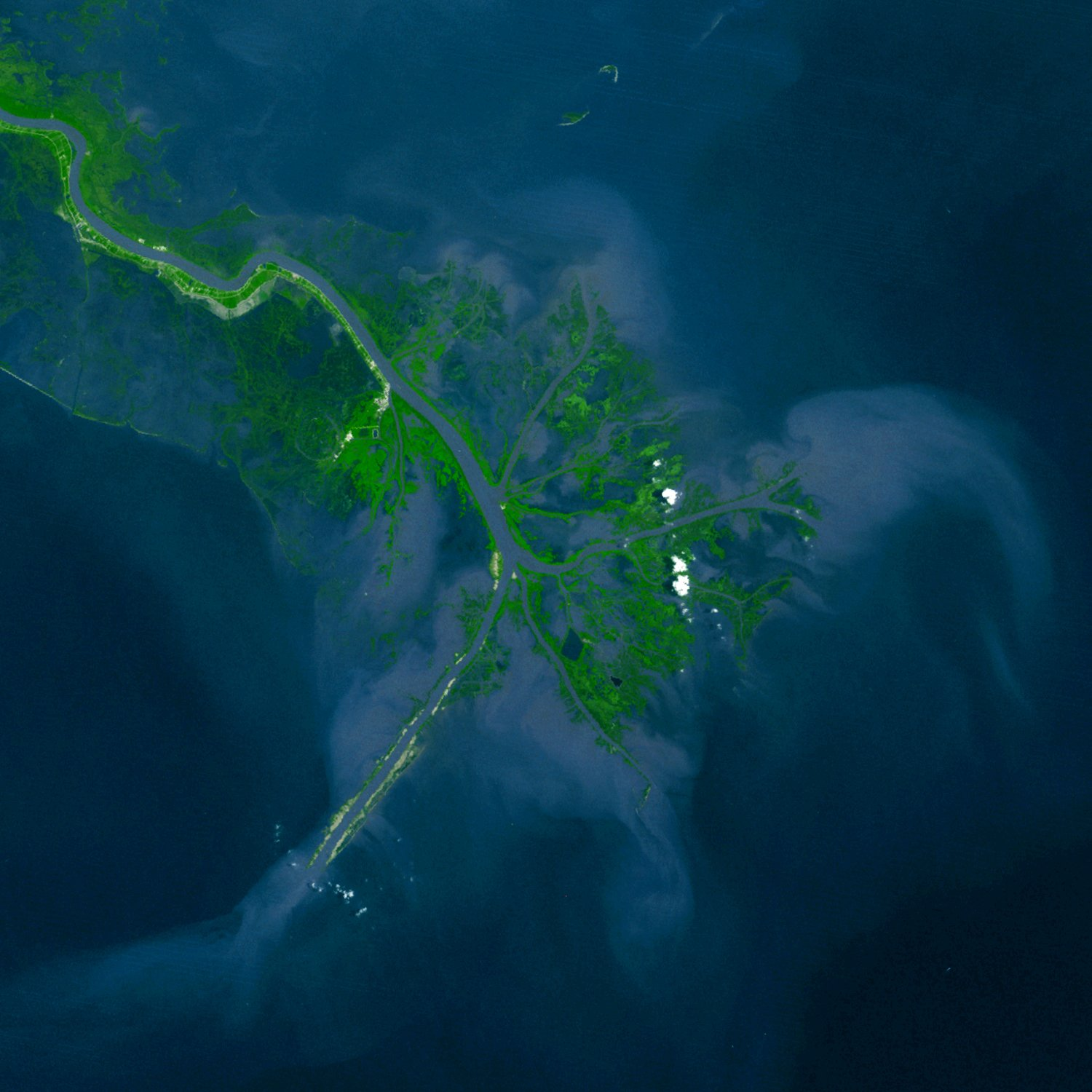
L'avulsion est également très active dans les grands deltas sédimentaires issus du dépôt des particules apportées par le panache d'un grand fleuve turbide (Mississippi sur cette image). Les chenaux qui se forment dans les sédiments instables et légers se déforment et se déplacent sous l'effet combiné des marées et de l'aggradation et de l'avulsion sur leurs berges et « terres » émergées. Des sédiments pénètrent dans l'océan par le delta du Mississippi, ils sont responsables de la construction du delta et lui permettent d'avancer dans la mer. Tandis qu'il s'étend plus au large, la pente des bras diminue et son lit subira une transgression.

Pour les articles homonymes, voir avulsion.
L'avulsion, ou transgression de rivière, est l'abandon d'un lit de rivière au profit d'un nouveau tracé. Cela désigne également par ce biais la « force subite par laquelle un fleuve ou une rivière enlève une partie considérable et reconnaissable d'un champ riverain et la porte vers un champ inférieur ou sur la rive opposée ». Cela peut survenir à la suite d'un effondrement provoquant de nouvelles pentes.
Ce phénomène correspond souvent à une reprise d'alluvions. Par exemple, lors de la formation des méandres, de tresses dans un cours d'eau en méandres et/ou « en tresses », ou lors de la formation d’îlots ou d'embâcles, ou encore à la suite des travaux de barrages des familles de castors, les alluvions bloquent un bras qui devient alors un bras-mort, la rivière ayant formé un autre passage.
Les grands phénomènes d'avulsion étaient plus fréquents aux temps préhistoriques et on en connaît beaucoup de témoignages paléohydrologiques. Ils sont devenus rares dans les pays qui ont fortement aménagé leur système fluvial, mais en France il peut notamment être observé sur la Loire, pour cette raison souvent qualifiée de « dernier fleuve sauvage ».

## Causes
Les avulsions se produisent principalement lors de crues, qui brisent les berges du lit. Cela peut parfois arriver lors d'un effondrement, par exemple lors de l'affaissement de la plaine d'Alsace, le Rhin a modifié son cheminement.
Les avulsions se produisent en particulier dans des zones à débit lent, où l'eau peut brusquement sortir de son lit si le courant ou les sédiments augmentent,.
Deux paramètres liés à l’activité humaine augmentent le risque d’avulsion : les modifications des terrains proches des cours d’eau (favorisant la production de sédiments) et l'élévation du niveau de la mer due au dérèglement climatique,.

## Enjeux
Ce phénomène de « transfert de masses » est l'un de ceux qui expliquent la géomorphologie des zones alluviales. Il participe à la dynamique normale et naturelle d'un cours d'eau de plaine, et semble être la cause la plus courante de formation de styles de cours d'eau à anabranches (l'avulsion creuse des brèches dans les berges et autres levées, excave de nouveaux chenaux en plaine alluviale et en rouvre d'anciens qui étaient abandonnés).
On cherche à modéliser le phénomène pour mieux en anticiper les effets géotechniques, fonciers ou sur la sécurité publique ; il est profitable à la biodiversité mais :
- il peut être accéléré ou exacerbé par l'artificialisation des berges ou du cours d'eau, ou par le creusement de gravières dans le lit ; il est alors source d'inondations ou de dégâts pour lesquels la part des causes humaines et naturelles est parfois difficile à déterminer[9] ;
- il peut être freiné ou bloqué par l'artificialisation de berges (béton, palplanche) ;
- il peut poser des problèmes complexes de propriété foncière (quand un propriétaire perd du terrain (érosion) tandis qu'un autre situé sur l'autre rive ou plus en aval en gagne (accrétion).

L'avulsion peut être sous-marine, avec alors un rôle plus important de la troisième dimension (la profondeur) lors des transferts sédimentaires qui sont par exemple de type plateau-pente-grands fonds marins. En bordure du plateau continental, ou d'île volcanique ou de certaines structures coralliennes une avulsion brutale peut être à l'origine de tsunamis, voire d'un mégatsunami, tels ceux de Storegga par exemple.
La gestion douce des cours d'eau nécessite de conserver des espaces de liberté au cours alluvial des rivières et des fleuves, ce qui est parfois compliqué, pour des raisons de propriété foncière ou à cause des constructions implantées dans le lit majeur.